# Бернар (сын Карла Мартелла)
Берна́р (Берна́рд; фр. Bernard или Bernhard; 725—787) — каролингский граф Сен-Кантена, бастард Карла Мартелла.

## Биография
Бернар родился в 725 году. Его родителями были Карл Мартелл и конкубина Руодхайд.
Бернару и его двум братьям Иерониму и Регимигию было отказано в получении доли в наследстве отца.
В 760 году Бернар, Иероним и Ремигий отправились в Лангобардскую Италию от имени их единокровного брата Пипина Короткого с посреднической миссией между папой римским Павлом I и королём лангобардов Дезидерием. Они убедили правителя лангобардов возвратить захваченные им папские города, но тот не выполнил обещания.
В 773 году по просьбе папы Адриана I Карл Великий начал войну против лангобардов. Во время похода в Италию Бернару было поручено командование одной из двух франкских армий.
Согласно «Мозельским анналам», Бернар умер в 787 году.

### Семья
Согласно К. Сеттипани, Бернар был женат дважды.
Его первая жена была франкского происхождения. В этом браке родилось 2 сына:
- Адальгард (около 752 — 2 января 826), аббат Корби с 781 года[6].
- неизвестный по имени сын.

Вторая жена Бернара была саксонского происхождения. В этом браке родилось ещё 4 ребёнка:
- Вала (772/773 — 31 августа 836) — аббат Корби в 826—836 годах[6].
- Гундрада (умерла после 814), монахиня в 814 году[6].
- Бернар (около 776 — после 821), монах в аббатстве Корби[6].
- Теодрада — монахиня с 814 года, настоятельница аббатства Нотр-Дам-де Суассон[фр.]. У неё была дочь Имме, которая сменила мать на посту настоятельницы[6].